# Lago Sarmiento
Lago Sarmiento är en sjö i Chile.   Den ligger i regionen Región de Magallanes y de la Antártica Chilena, i den södra delen av landet, 2 000 km söder om huvudstaden Santiago de Chile. Lago Sarmiento ligger 75 meter över havet. Arean är 90 kvadratkilometer. Den sträcker sig 9,1 kilometer i nord-sydlig riktning, och 23,5 kilometer i öst-västlig riktning.
Trakten runt Lago Sarmiento är nära nog obefolkad, med mindre än två invånare per kvadratkilometer.